# 作弊卡带

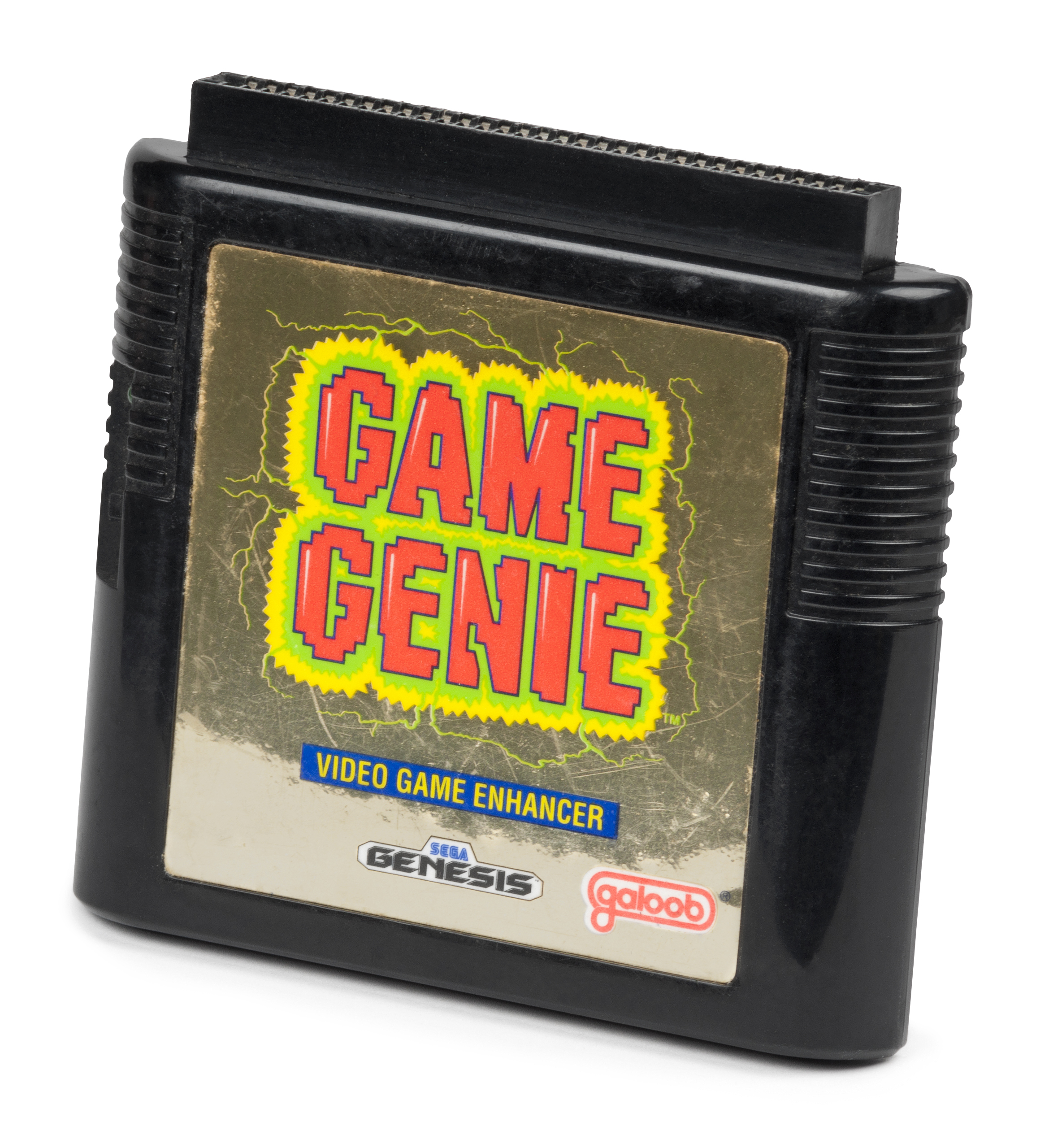
游戏金手指，一种视频游戏作弊设备。

作弊卡带是一类用于家用电子游戏机的内存篡改软件的统称。这类装置通常有物理的载体，有时采用卡带转接器，有时采用外置存储卡（如利用PlayStation的存盘卡），也可以光盘形式存储。通常人们会用某些行业内知名产品的商品名，作为这一类产品的代称，比如「金手指」（GameGenie）、「游戏鲨」（GameShark）等等。
此类卡带由不同的厂家开发并能适用于不同的游戏机型，但其作用原理却是大同小异：作弊软件通常与游戏软件同时加载，或是在游戏中打开“后门”，或是直接搜寻既定的内存地址，而后修改相关内存的数值，目的都是破坏原有游戏设计的难度平衡，以降低游戏难度，协助玩家“通关”。“作弊”的项目，通常包括修改角色的残机、生命、弹药、级别等，开启“作弊”后这些数值会变得异常大甚至是无穷。对于动作游戏，则可能打破物理模型的限制，如让本该奔跑的角色具有飞行能力（例如《古墓丽影》的飞行补丁），或使角色拥有超常的跳跃距离等。对于一些角色扮演游戏，还可以直接调出玩家喜爱的结局（如日本恋爱游戏《心跳回忆》等）。
作弊卡带在1980－1990年代末曾非常流行，因当时的很多游戏，绝对操作难度大且存储机能不完善，很多游戏失败就必须从头来玩，让技术不高的玩家倍感沮丧。作弊卡带的使用可使这部分玩家尽情欣赏游戏剧情并观看结局。
现时仍有厂商为次世代机型推出作弊卡带类似产品，不过流行程度已是大不如前。一方面因为游戏本身的存盘技能大幅长进，可供玩家反复读档实验，实质是降低了绝对难度。另一方面，游戏的设计也更为“人性化”，如射击游戏的“自动回血”等近年引入的游戏机制，实质上降低了对玩家操作能力的要求，让技术一般的玩家也能顺利破关。
类似的机制在PC上更易实现。针对特定的游戏，会有爱好者制作所谓“Trainer”（中文一般稱為‘修改器’），其作用原理和机制和作弊卡带不尽相同，可免费通过互联网下载或通过拷贝传播。另有一些游戏，出场时开发商就内置了作弊代码，如魂斗罗的“30条命”。